# Callidium vandykei
Callidium vandykei är en skalbaggsart som beskrevs av Linsley 1957. Callidium vandykei ingår i släktet Callidium och familjen långhorningar. Inga underarter finns listade.